# 兵庫県立三木東高等学校
兵庫県立三木東高等学校（ひょうごけんりつ みきひがしこうとうがっこう）は、兵庫県三木市別所町小林にある県立高等学校。通称「東高」（ひがしこう）。ひょうごスーパーハイスクール（HSH）指定校である。
2025年度より、兵庫県立三木北高等学校及び兵庫県立吉川高等学校と統合し、兵庫県立三木総合高等学校（仮称）となることが発表されている。発表は2022年（令和4年）7月14日に兵庫県教育委員会より。11月17日には、当校の校地に統合校が設置されることが決定した。

## 設置学科
- 総合学科：以下の５つの選択科目群を設定
  - 自然科学：数学・理科・情報の科目を中心に自然科学について深く学ぶ
  - 和の文化：国語・地理歴史の科目を中心に地域の歴史・文化を中心に和の文化を深く学ぶ
  - 健康福祉：家庭・保育の科目を中心に児童福祉（保育・幼児教育）や社会福祉（看護・医療・介護）について深く学ぶ
  - 経営アントレプレナー：商業科目を中心に地域の伝統産業から起業家精神を学ぶ
  - 国際コミュニケーション：外国語などを中心に国際社会とコミュニケーションについて多角的に学ぶ
  - アドバンスクラス：２年次より編成される大学進学に特化したクラス（進路状況の項目を参照）[1]

## 概要

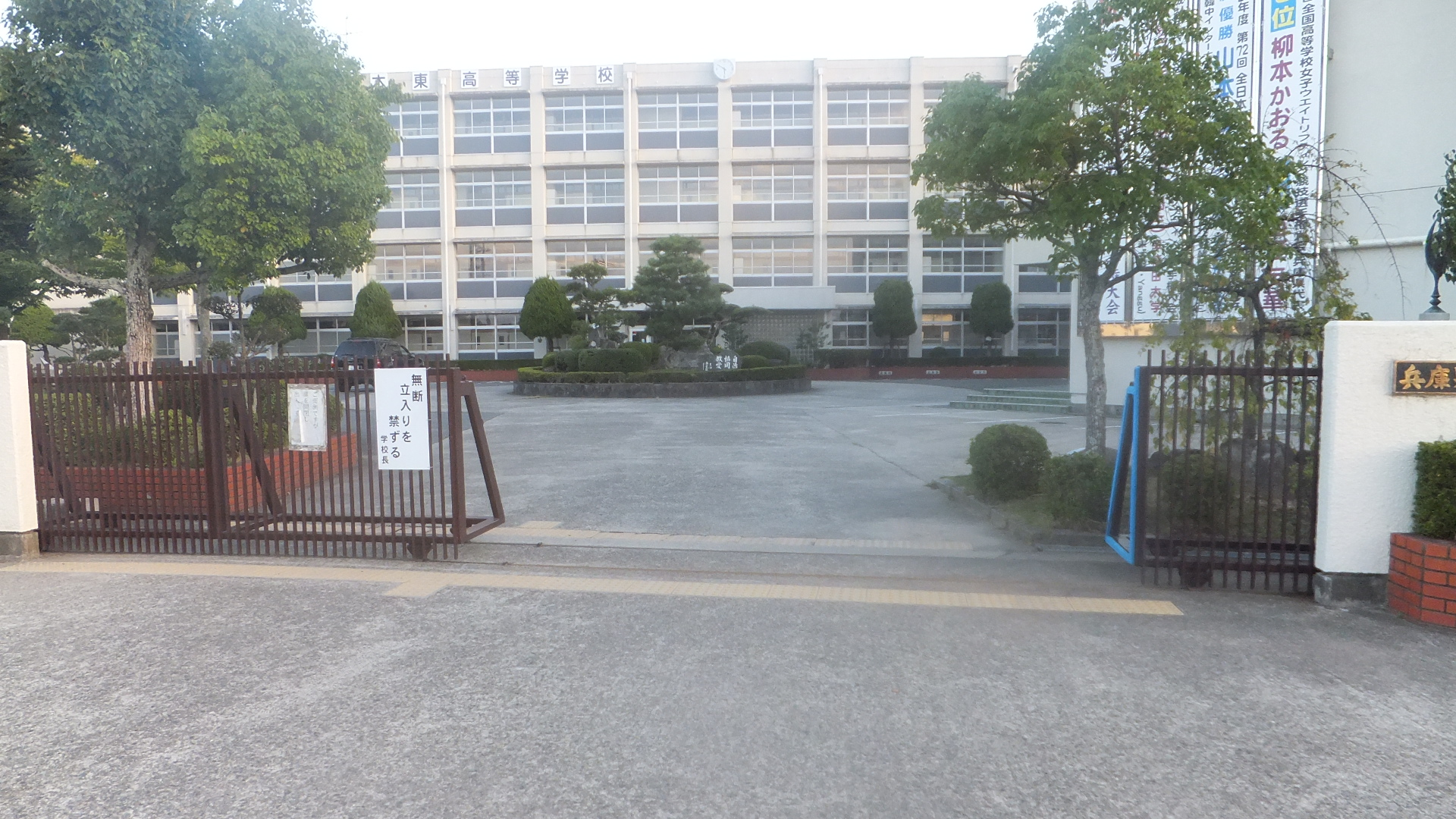
校門

2005年度まで普通科。2006年度に総合学科（単位制）に改編。第3学区に所属している。2月の推薦入試は兵庫県全域から受験が可能であり、定員の半分を選抜する。3月の一般入試では第3学区および神戸市西区内の中学校からでも受験することができ、残りの定員の半分を選抜する。校訓は「自治」「協同」「敬愛」。
校名の由来は、三木市の東側に位置することから、1975年の年名の乙卯、「東」と呼ばれる解字と書きやすい漢字を総合的に判断し、名付けられた。校章は三木市章をバックにし、「東高」の文字を配し、栄ある将来に向かって羽搏く青少年の姿を象徴している。スローガンは「燃える三木東」。マスコットキャラクターは、スローガンの「燃える三木東」に相応しい火の鳥、不死鳥「フェニックス」。これらは創立10周年にあたり、デザイン並びに字形デザインが制定された。このマスコットキャラクターは、創立30周年記念モニュメントとして整備された、フェニックス・パティオ（中庭）のステージに描かれている。
現在の校舎は1976年から武塚池を埋め立てて造られた。武塚池は1919年に完成し、移転する前の上の丸校舎（現、三木市立図書館）が手狭であったことから、池を埋めたてて校舎を建設した。毎年、6月に武塚祭文化の部（文化祭）、9月に武塚祭体育の部（体育祭）が行われる。近年では図書館でビブリオバトルなどの活動も活発に行われており、卒業時には皆勤賞とともに読書奨励賞（在学期間〔3年間〕の図書貸出数が、100冊を超える者で、年次の上位3名）が表彰される。特別活動として三木市とのタウンミーティングや災害復興支援ボランティアなども行っている。
最寄の神戸電鉄志染駅から徒歩5分の場所に立地し、利便性が非常に良い。また海外への修学旅行も人気を博している。

## 教育目標
- 校訓「自治・協同・敬愛」に基づく教育を推進し、知・徳・体の調和のとれたこころ豊かな人間を育成する。
- 個に応じた教育により、自ら学ぼうとする態度を育成し、一人ひとりの能力・適性に応じた進路の実現を図る。
- 地域の教育力を活かした教育活動を推進し、地域から愛される開かれた学校づくりを進める。

## 沿革
- 1948年（昭和23年）9月14日 - 兵庫県立小野工業高等学校三木分校認可。
- 1969年（昭和44年）4月1日 - 昼間定時制商業家庭科1学級新設。
- 1974年（昭和49年）4月1日 - 全日制普通科1学級増設。
- 1975年（昭和50年）2月1日 - 兵庫県立小野工業高等学校長の藤浦浩が兵庫県立三木東高等学校（仮称）開設準備事務取り扱いを命ぜられる。
- 1975年（昭和50年）4月1日 - 兵庫県条例第7号により兵庫県立三木東高等学校（全日制普通科）として、三木市上の丸町4番5号に開校する。
- 1976年（昭和51年）4月1日 - 三木市別所町小林625の2の現在地に移転する。
- 1976年（昭和51年）8月15日 - 特別教室棟完成する。
- 1977年（昭和52年）6月11日 - 体育館竣工、開校記念式典を挙行する。
- 1979年（昭和54年）4月30日 - プール、部室棟完成する。
- 1981年（昭和56年）3月31日 - 普通教室棟増築工事完成する（普通教室6室）。
- 1981年（昭和56年）5月30日 - 第2運動場完成する。
- 1984年（昭和59年）10月13日 - 創立10周年記念式典を挙行する。
- 1994年（平成6年）10月8日 - 創立20周年記念式典を挙行する。武塚会館（同窓会館）完成する。
- 1995年（平成7年）4月1日 - 男女共通名簿を採用する。
- 1996年（平成8年）10月21日 - バーニングステージ（屋外雨天練習場）完成する。
- 2000年（平成12年）3月30日 - 屋外便所完成する。
- 2004年（平成16年）3月26日 - 総合学科への改編が決定する。
- 2004年（平成16年）4月1日 - 32回生より新制服を導入する。
- 2004年（平成16年）10月30日 - 創立30周年記念式典を挙行する。
- 2004年（平成16年）11月10日 - フェニックス・パティオ（中庭）竣工する。
- 2006年（平成18年）4月1日 - 総合学科（単位制）に改編する。
- 2007年（平成19年）12月27日 - 体育館耐震補強工事が完了する。
- 2009年（平成21年）3月1日 - 総合学科第1期生卒業。
- 2015年（平成27年）11月21日 - 創立40周年・総合学科改編10周年記念式典（場所：三木市文化会館）を挙行する。
- 2015年（平成27年）12月17日 - 「キャリア教育の充実発展に尽力し、顕著な功績が認められる学校」として文部科学大臣表彰を受ける。
- 2017年（平成29年）3月24日 - 第１期耐震補強工事が完了する。
- 2018年（平成30年）1月26日 - 第２期耐震補強工事が完了する。
- 2018年（平成30年）2月28日 - 太陽光発電設備が完成する。
- 2019年（令和元年）7月5日 - 管理普通教室棟トイレ改修工事が完了する[3]。
- 2020年（令和2年）4月1日 - ひょうごスーパーハイスクール（HSH）の指定校となる[4]。
- 2021年（令和3年）10月14日 - ふるさとひょうご寄付金～県立学校環境充実応援プロジェクト～目標額達成。
- 2021年（令和3年）11月11日 - 調理室と福祉実習室（高性能ICT端末設備設置）のリニューアル工事完了。
- 2022年（令和4年）7月14日 - 兵庫県立三木北高等学校と兵庫県立吉川高等学校との統合が発表される[5]。
- 2022年（令和4年）11月17日 - 2025年度に開校する統合校は兵庫県立三木東高等学校の校地を使用することが決定[6]。

## 歴代校長
- 初代：田村一二三（1975.4.14～1978.3.31）
- 2代：竹中義人（1978.3.31～1979.3.31）
- 3代：山岡高（1979.4.1～1983.3.31）
- 4代：池田清志（1983.4.1～1985.3.31）
- 5代：藤原正明（1985.4.16～1990.3.31）
- 6代：藤原健司（1990.4.1～1992.3.31）
- 7代：畑英五郎（1992.4.1～1994.3.31）
- 8代：内橋昭夫（1994.4.1～1997.3.31）
- 9代：中野正臣（1997.4.1～2001.3.31）
- 10代：有道雅信（2001.4.1～2004.3.31）
- 11代：中元勝好（2004.4.1～2007.3.31）
- 12代：長谷川雅清（2007.4.1～2010.3.31）
- 13代：冨田哲浩（2010.4.1～2012.3.31）
- 14代：竹中敏浩（2012.4.1～2014.3.31）
- 15代：上河創（2014.4.1～2016.3.31）
- 16代：高本正道（2016.4.1～2019.3.31）
- 17代：日下部誠（2019.4.1～2022.3.31）
- 18代：児島義人（2022.4.1～）

## 校歌
- 作詞：田村一二三（本校初代校長）
- 作曲：保崎中一（大阪府教育委員会指導主事）[7]

## 施設

### 校舎
- 普通教室棟 - 鉄筋4階建て。
- 特別教室棟 - 鉄筋4階建て。
- 昇降口棟 - 鉄筋3階建て。
- 体育館 - 鉄筋2階建て。食堂は1978年4月に完成。
- 武塚会館 - 同窓会館。
- プール［授業がないため消火用ため池として再利用］
- 部室棟

### 運動場
- 第一運動場 - 武塚祭体育の部などを実施するメインのグラウンド。
- 第二運動場 - 建設前は原野。多目的使用地・球技コート・理科実習地が立地。
- 中庭 - フェニックス・パティオと呼称。創立30周年記念事業実行委員会によって完成。
- 屋外雨天練習場 - バーニングステージと呼称。

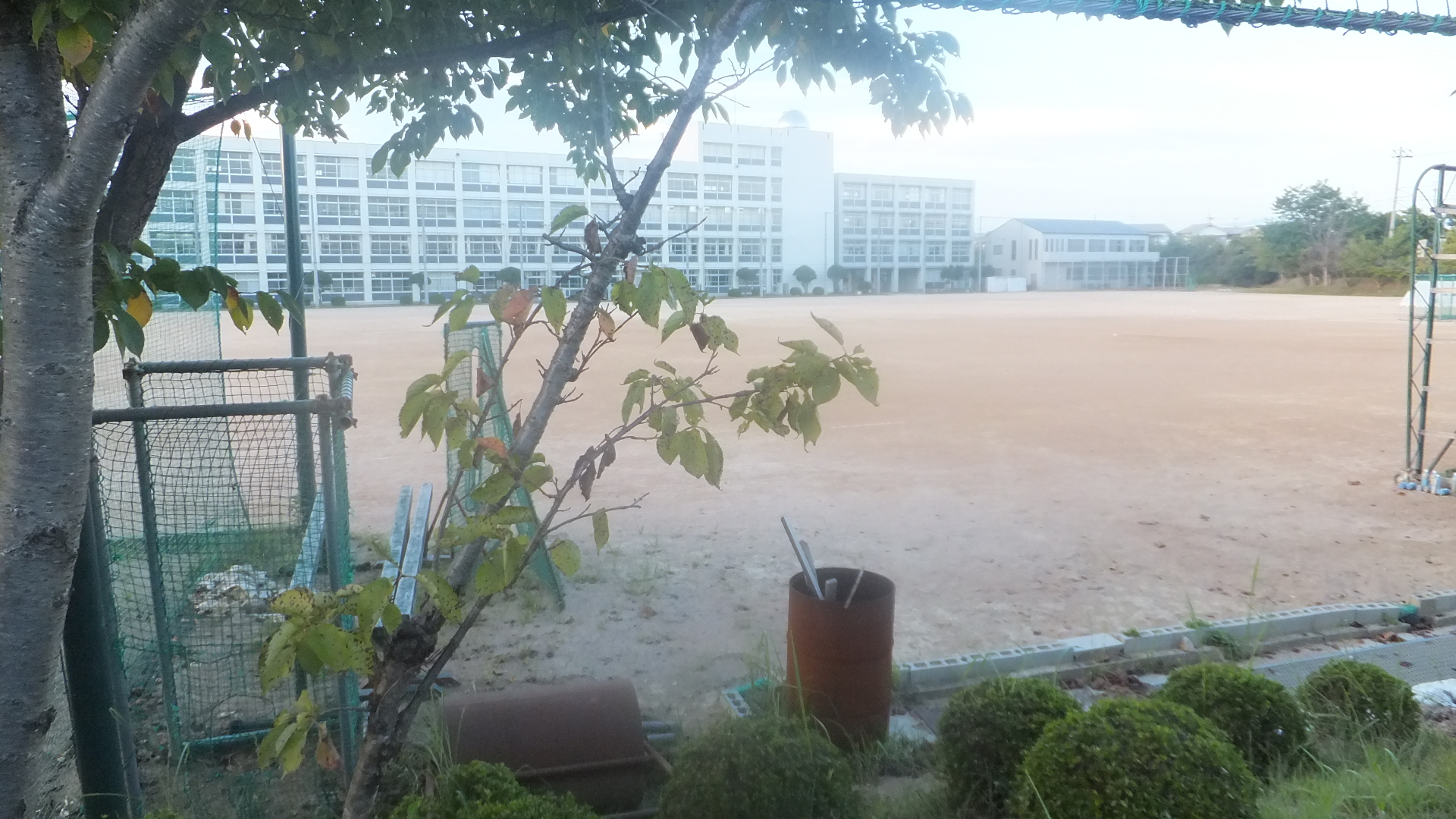
第一運動場
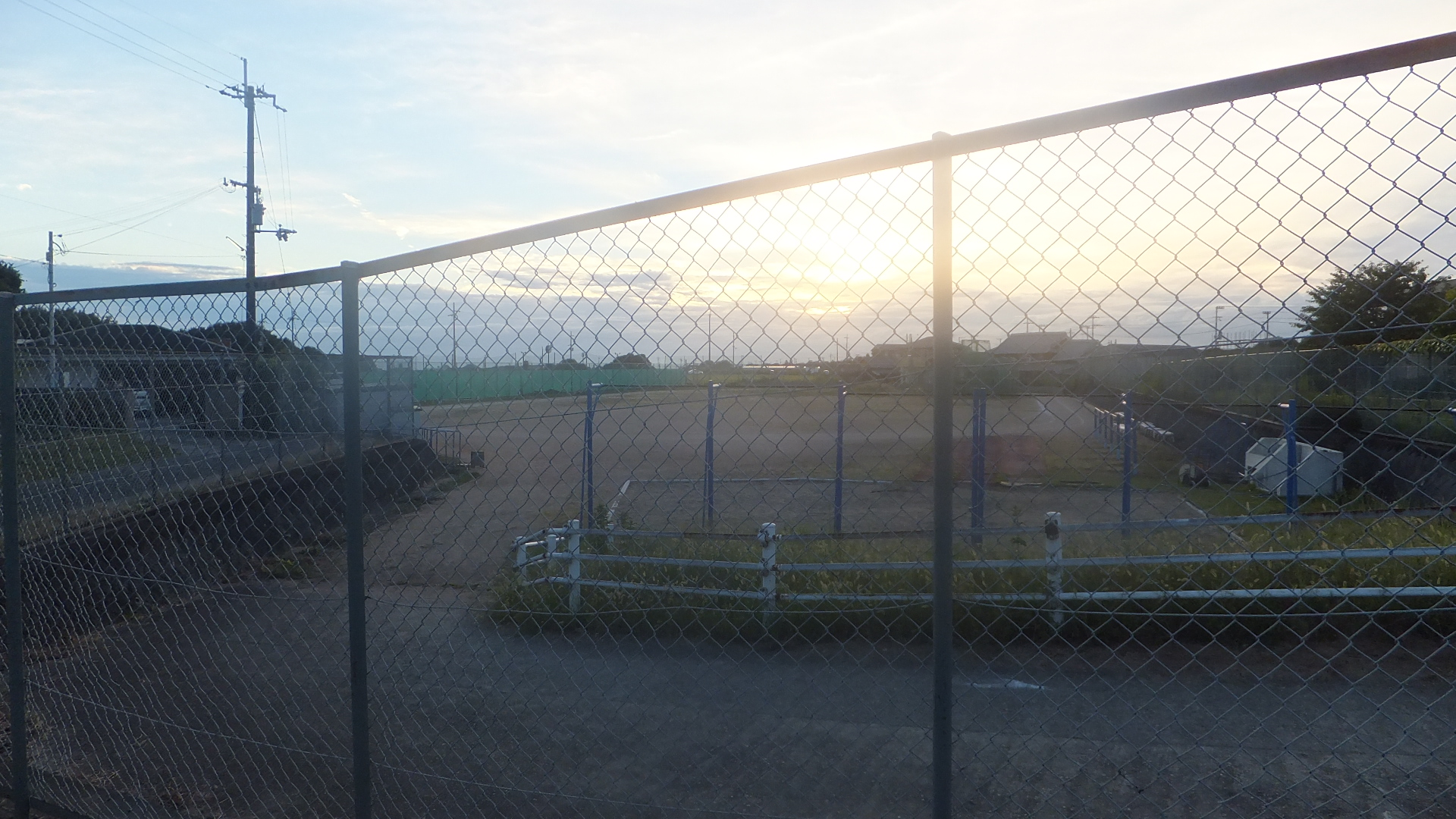
第二運動場

## 部活動
2020年現在、運動部14部、文化部11部、同好会3部がクラブ活動をしている。兵庫県内では珍しくなぎなた部があり、近年目覚ましい活躍をしている。またウエイトリフティング部が男女ともに強豪であり、スポーツ賞の受賞や全国大会出場の常連である。グラウンドは広く、メインの第一運動場に加え、陸上競技等ができる第二運動場と、それに併設された8面のテニスコートは県内有数の規模である。文化部では、美術部が多くの賞を受賞しており、2018年8月にはサンテレビ情報スタジアム｢4時！キャッチ｣に出演した。吹奏楽部は昼休みコンサートや定期演奏会を開催し、兵庫県高等学校総合文化祭にも出場している。アコースティックギター部や演劇部があるのも特徴である。またボランティア同好会が、神戸マラソンのボランティアや三木金物まつりでの募金活動を行っている。2011年度より「運動部合同練習会」を実施し、2019年度より文化部を含めた「部活動生徒交流会」に名称を変更した。2020年度6月末の部活動加入率は全体で83.2％であり、1年次では98.0％（男子100.0％、女子97.1％）とほぼ全ての生徒が入部した。

### 運動部
- 野球部
- ソフトボール部
- サッカー部
- 陸上競技部
- ソフトテニス部（男子・女子）
- テニス部（男子・女子）
- バレーボール部（男子・女子）
- バスケットボール部（男子・女子）
- バドミントン部
- ウエイトリフティング部
- なぎなた部
- 剣道部
- 卓球部（男子・女子）
- 水泳部

### 文化部
- 吹奏楽部
- 家庭科部
- 放送部
- 美術部
- 書道部
- 華道部
- 茶道部
- 文芸部
- 情報科学部
- アコースティックギター部
- 演劇部

### 同好会
- 理科同好会
- ボランティア同好会
- 柔道同好会

### 部活動成績
ウエイトリフティング部
- 2018年
  - 6月16日：第51回近畿高等学校ウエイトリフティング競技選手権大会 女子学校対抗の部 第3位（得点42点）
  - 7月15日：第20回全国高等学校女子ウエイトリフティング競技選手権大会 女子48kg級 第4位
- 2019年
  - 1月19日：第23回近畿高等学校ウエイトリフティング競技選抜大会 女子49kg級 第3位
  - 6月15日：第52回近畿高等学校ウエイトリフティング競技選手権大会 女子学校対抗の部　第5位（得点33点）
  - 11月22日：レディースカップ第11回全日本女子選抜ウエイトリフティング手権大会 女子49kg級 第3位
- 2020年
  - 11月1日：第59回兵庫県高等学校ウエイトリフティング選手権大会 男子団体第1位・女子団体第2位
- 2021年
  - 2月5日：第41回全日本ジュニアウエイトリフティング選手権大会 女子45kg級 第4位
  - 6月19日：第63回兵庫県高等学校ウエイトリフティング選手権大会 男子73kg級 第1位
  - 6月19日：第54回近畿高等学校ウエイトリフティング競技選手権大会 男子73kg級 第2位・61kg級 第3位
  - 8月10日：令和3年度全国高等学校総合体育大会ウェイトリフティング競技大会 男子73g級 第7位
  - 8月26日：第75回兵庫県民体育大会ウェイトリフティング競技会 少年男子61kg級 第1位・73kg級 第1位
  - 8月26日：第75回兵庫県民体育大会ウェイトリフティング競技会 少年女子 第1位
- 2022年
  - 3月26日：第37回全国高等学校ウエイトリフティング競技選抜大会 第2位

なぎなた部
- 2018年
  - 第13回全国高等学校なぎなた選抜大会 男子個人ベスト16
  - 第58回兵庫県高等学校総合体育大会なぎなた選手権大会 男子個人の部 優勝
- 2019年
  - 第59回兵庫県高等学校総合体育大会なぎなた選手権大会 女子団体3位・女子個人3位
  - 第53回兵庫県なぎなた大会　女子団体2位・女子個人ベスト8
  - 第50回兵庫県高等学校新人なぎなた大会 女子団体3位・女子個人ベスト8（優秀選手賞2名）
- 2020年
  - 第32回近畿高等学校なぎなた選手権大会出場

ソフトテニス部
- 2021年
  - 7月18日：第43回マツヤ杯争奪ソフトテニス大会 女子の部 準優勝

水泳部
- 2021年
  - 10月9日：第5回近畿高等学校新人水泳競技大会 出場

放送部
- 2019年
  - 6月2日：第66回NHK杯全国高校放送コンテスト兵庫県大会朗読部門 入賞
- 2021年
  - 6月6日：第68回NHK杯全国高校放送コンテスト兵庫県大会アナウンス部門 入賞・朗読部門 入賞

美術部
- 2018年
  - 第42回全国高等学校総合文化祭美術工芸部門展 文化連盟賞
  - 第42回兵庫県高等学校総合文化祭美術工芸部門展 平面の部（絵画） 特選（全国県推薦代表）
  - 第42回兵庫県高等学校総合文化祭美術工芸部門展 平面の部（デザイン） 入選
  - 第42回兵庫県高等学校総合文化祭美術工芸部門展 立体の部（工芸） 特選（近畿県推薦代表）
  - 第42回兵庫県高等学校総合文化祭美術工芸部門展 立体の部（立体造形） 優秀賞
  - 第39回近畿高等学校総合文化祭美術工芸部門展 奨励賞2名
- 2019年
  - 第20回高校生国際美術展　奨励賞1名
  - 第43回全国高等学校総合文化祭美術工芸部門展 文化連盟賞2名
  - 第43回兵庫県高等学校総合文化祭ポスター原画コンクール 最優秀賞（原画採用）
  - 第43回兵庫県高等学校総合文化祭美術工芸部門展 平面の部（絵画） 特選（全国県推薦代表）2名・入選1名
  - 第43回兵庫県高等学校総合文化祭美術工芸部門展 立体の部（工芸） 特選（近畿県推薦代表）1名・入選1名
  - 第43回兵庫県高等学校総合文化祭美術工芸部門展 立体の部（立体造形） 特選（全国県推薦代表）1名
  - 第92回兵庫県小・中・高校絵画展 入選3名（団体として学校賞・神戸市長賞を受賞）
- 2020年
  - 第44回兵庫県高等学校総合文化祭美術工芸部門展 平面の部（絵画） 優秀賞1名・入選2名
  - 第44回兵庫県高等学校総合文化祭美術工芸部門展 立体の部（工芸） 特選（近畿県推薦代表）1名・優秀賞1名
  - 第44回兵庫県高等学校総合文化祭美術工芸部門展 立体の部（立体造形） 特選（全国県推薦代表）1名
- 2021年
  - 第１回アートティーン公募展 絵画の部 奨励賞
  - 第45回全国高等学校総合文化祭 美術・工芸部門 参加賞

文芸部
- 2018年
  - 第42回兵庫県高等学校総合文化祭文芸コンクール表紙絵部門 優秀賞
- 2019年
  - 第43回兵庫県高等学校総合文化祭文芸コンクール表紙絵部門 入選
- 2020年
  - 第44回兵庫県高等学校総合文化祭文芸コンクール表紙絵部門 入選

## 学校行事
- 4月 - 入学式、始業式、離任式、対面式、課題考査、身体測定、定期健康診断、1年オリエンテーション合宿
- 5月 - 中間考査、保護者会（全年次）、3年次進路ガイダンス、進路ガイダンス、教育実習
- 6月 - 創立記念日、武塚祭文化の部、生徒会役員選挙、1年次キャリア座談会
- 7月 - 期末考査、避難訓練、防火訓練、交通講話、保健・キャリア講演会、芸術鑑賞会、終業式、オープンハイスクール、補習前期、2年次インターンシップ、推薦入試・就職説明会（保護者対象）
- 8月 - 補習後期、就職者選考会
- 9月 - 始業式、課題考査、武塚祭体育の部
- 10月 - 中間考査、2年次分野別進路説明会、2年次海外修学旅行（台湾）
- 11月 - オープンハイスクール、3年次課題研究ゼミ発表会
- 12月 - 期末考査、課題研究発表会、防災訓練、終業式
- 1月 - 始業式、課題考査、3年次大学入学共通テスト、3年次卒業考査、総合学科発表会
- 2月 - 推薦入試、卒業式、学年末考査
- 3月 - 学力検査、生徒総会、終業式[10]

## 進路状況
大学進学に主軸を置いたアドバンスクラスも設置されている。明確に大学進学を希望する生徒を中心に２年次から編成している。もちろん他クラスからも大学進学は可能である。アドバンスクラスでは２・３年次で外部講師による進学講話やガイダンス、特別集中講義などのプログラムも用意。１年次でアドバンスクラス希望対象に大学見学会などの行事も実施している。目標を同じくする生徒を中心に構成されるため生徒の意識も高く、総合学科でありながら国公立大学や難関私立大学進学に向け、ハイレベルな授業や補習が展開されている。令和2年度に卒業した46期生は、兵庫県立大学に3名合格。令和3年度に卒業した47期生は、早稲田大学に1名、兵庫医科大学に2名合格などの実績を残した。

### 専門学校
兵庫県立総合衛生学院や播磨看護専門学校をはじめ、看護・医療系専門学校へも多数進学している。

### 公務員・就職
公務員試験に合格する実績も北播磨地域で最も高い。令和元年度は広島県職員、神戸市職員、兵庫県警、大阪府警、三木市消防、愛媛県上島消防本部などに採用され、就職でも川崎重工業、神戸製鋼所、日本郵便、日新信用金庫、イオンリテール、アイリスオーヤマなど優良大手企業へ毎年採用されている。

## 最寄駅
- 神戸電鉄志染駅 徒歩5分[11]

## 周辺施設
- 公共施設
  - 自由が丘公民館
- 保育施設
  - 自由ヶ丘認定こども園
  - ひろの認定こども園
- 教育機関
  - 三木市立広野幼稚園
  - 三木市立自由が丘東幼稚園
  - 三木市立広野小学校
  - 三木市立自由が丘小学校
  - 三木市立自由が丘東小学校
  - 三木市立自由が丘中学校
- 郵便局
  - 三木郵便局
  - 三木西自由が丘郵便局
  - 三木東自由が丘郵便局
- 金融機関
  - みなと銀行志染支店
  - 三井住友銀行コープ志染出張所
- 医療機関
  - 三木山陽病院
  - ときわ病院
- 都市公園
  - 兵庫県立三木山森林公園
- 商業施設
  - コープ志染
  - サンテラス志染
  - トーホーストア志染駅前店
  - DCMダイキ三木広野店
  - ジャパン三木志染店
  - ザ・ダイソー三木志染店
  - 三木広野ファッションモール
  - アルカスーパードラッグ三木店
  - フレッシュバザール三木志染店
- その他
  - 広野自動車教習所
  - 広野田園テニスクラブ
  - 三木ロイヤルテニスクラブ

## 周辺道路
- 国道175号
- 国道427号
- 兵庫県道22号神戸三木線
- 兵庫県道513号三木環状線
- 兵庫県道514号志染土山線

## 著名な関係者

### 卒業生
- 杉山康人（チューバ奏者。11回生）
- 田中健智（陸上競技コーチ。14回生）：2020年東京オリンピックの陸上競技女子中距離8位の田中希実の父親兼コーチ
- 門脇創一（兵庫県高等学校教諭・重量挙げ選手。26回生）
- 勝次（キックボクサー。30回生）
- 武田訓佳（タレント。32回生）
- 山本俊樹（ALSOK所属の重量挙げ選手。35回生）：2020年東京オリンピックのウエイトリフティング競技日本代表・2019年世界選手権男子89kg級ジャークで金メダル[12]
- 見附絵莉（大阪府女性警察官・重量挙げ選手。36回生）

### 教職員
- 小高正宏[13]（元重量挙げ選手・ロサンゼルスオリンピック重量挙げ男子56kg級銅メダリスト）：令和元年度文部科学大臣優秀教職員表彰[14]